# Black Samson, the Bastard Swordsman
Black Samson, the Bastard Swordsman – wspólny album studyjny amerykańskiej grupy hip-hopowej Wu-Tang Clan oraz producenta Mathematicsa, wydany 12 kwietnia 2025 roku z okazji Record Store Day. Jest to czwarty album grupy wydany pod skróconą nazwą „Wu-Tang”, po Wu-Tang Chamber Music, Legendary Weapons i The Saga Continues - z których ostatni był również efektem współpracy z Mathematicsem.
Jest to pierwszy album od Once Upon a Time in Shaolin, na którym występują wszyscy żyjący członkowie grupy.

## Lista utworów
| Nr  | Tytuł utworu                           | Wykonanie                                       | Długość |
| --- | -------------------------------------- | ----------------------------------------------- | ------- |
| 1.  | „Sucker Free City”                     | Kurupt, Ralph McDaniels                         | 1:01    |
| 2.  | „Mandingo”                             | Raekwon, Inspectah Deck, Method Man, Cappadonna | 4:29    |
| 3.  | „Roar Of The Lion (The Lion’s Pit)”    | U-God, Kool G Rap, RZA                          | 4:09    |
| 4.  | „Claudine”                             | Method Man, Ghostface Killah, Nicole Bus        | 3:56    |
| 5.  | „Shaolin vs. Lama”                     | Raekwon, Inspectah Deck                         | 3:52    |
| 6.  | „Executioners from Shaolin”            | Inspectah Deck, GZA, Cappadonna                 | 2:35    |
| 7.  | „Cleopatra Jones”                      | Raekwon, Masta Killa                            | 3:34    |
| 8.  | „Warriors Two, Cooley High”            | Benny the Butcher, Method Man                   | 3:13    |
| 9.  | „Let’s Do It Again”                    | R.J. Payne, 38 Spesh, Willie the Kid, RZA       | 4:16    |
| 10. | „Dolemite”                             | Cappadonna, U-God, Masta Killa                  | 4:05    |
| 11. | „Trouble Man (Outro)”                  | Kameron Corvet                                  | 1:53    |
| 12. | „Charleston Blue, Legend of a Fighter” | Crooked I, Cappadonna, Nicole Bus               | 2:49    |
|     |                                        |                                                 | 39:52   |